# Andrea Huser
Pour les articles homonymes, voir Huser.
Andrea Huser est une vététiste, triathlète et athlète suisse née le 11 décembre 1973 à Alt Sankt Johann, et morte le 30 novembre 2020. Coureuse d'ultra-trail à la fin de sa carrière sportive, elle remporte notamment la Diagonale des Fous en 2016 et 2017, année où elle remporte également l'Ultra-Trail World Tour 2017.

## Biographie
Andrea Huser est une athlète des montagnes qui recherche des expériences extrêmes. Championne d'Europe en 2002 et quatrième des Championnats du monde en 2004 de cross-country marathon en VTT. Elle pratiqua par la suite des triathlons comme ses deux victoires à l'Inferno Triathlon (2011, 2012) ou sa médaille de bronze aux championnats d'Europe de triathlon d'hiver en 2012 derrière la titrée Tchèque Héléna Erbenová et la Norvégienne Borghild Løvset où on découvre ses qualités d'endurance en ski de fond cette fois. Elle finit sa carrière en tant que coureuse d'ultra-trail : elle remporte notamment deux fois le Grand Raid (2016 et 2017) et deux fois l'Eiger Ultra Trail (2016 et 2017), devenant ainsi double championne suisse de trail. Elle est vice-championne de l’Ultra-Trail World Tour 2016.
Elle meurt lors d'un accident sur les hauts de Saas-Fee, à la suite d'une chute de près de 140 mètres après avoir glissé sur un ruisseau verglacé. S'entraînant pour le trail-running, elle ne donnait plus signe de vie depuis plusieurs jours,.

## Palmarès

### Ultra-trail
| #   | féminin            | Course                         | Pays      | Longueur | Départ             | Temps            |
| --- | ------------------ | ------------------------------ | --------- | -------- | ------------------ | ---------------- |
| 15e | Médaille d'or      | Swiss Alpine Marathon K42      | Suisse    | 42 km    | 28 juillet 2012    | 3 h 53 min 39 s  |
| 16e | Médaille d'argent  | Swiss Alpine Marathon K78      | Suisse    | 78 km    | 27 juillet 2013    | 7 h 34 min 29 s  |
| 8e  | Médaille d'argent  | Eiger Ultra Trail              | Suisse    | 101 km   | 18 juillet 2015    | 12 h 52 min 44 s |
| 13e | Médaille d'argent  | Swiss Alpine Marathon K78      | Suisse    | 78 km    | 25 juillet 2015    | 7 h 27 min 41 s  |
| 17e | Médaille de bronze | Grand Raid                     | France    | 167 km   | 22 octobre 2015    | 28 h 38 min 14 s |
| 36e | Médaille d'argent  | Transgrancanaria               | Espagne   | 125 km   | 4 mars 2016        | 17 h 21 min 43 s |
| 20e | Médaille d'argent  | Ultra Trail de l'île de Madère | Portugal  | 115 km   | 23 avril 2016      | 16 h 22 min 46 s |
| 19e | Médaille d'or      | Lavaredo Ultra Trail           | Italie    | 122 km   | 24 juin 2016       | 14 h 32 min 39 s |
| 9e  | Médaille d'or      | Eiger Ultra Trail              | Suisse    | 101 km   | 16 juillet 2016    | 13 h 9 min 38 s  |
| 7e  | Médaille d'argent  | Swiss Alpine Marathon K78      | Suisse    | 78 km    | 30 juillet 2016    | 7 h 20 min 22 s  |
| 21e | Médaille d'argent  | Ultra-Trail du Mont-Blanc      | France    | 170 km   | 26 août 2016       | 25 h 22 min 56 s |
| 11e | Médaille d'or      | Diagonale des Fous             | France    | 167 km   | 20 octobre 2016    | 27 h 44 min 13 s |
| 8e  | Médaille d'or      | Ultra-Trail Tai Mo Shan        | Hong Kong | 162 km   | 31 décembre 2016   | 26 h 1 min 0 s   |
| 45e | Médaille d'argent  | Transgrancanaria               | Espagne   | 125 km   | 24 février 2017    | 17 h 15 min 45 s |
| 25e | Médaille d'or      | Ultra Trail de l'île de Madère | Portugal  | 115 km   | 22 avril 2017      | 16 h 30 min 47 s |
| 29e | Médaille d'or      | Eiger Ultra Trail              | Suisse    | 101 km   | 15 juillet 2017    | 13 h 46 min 29 s |
| 2e  | Médaille d'or      | Montreux Trail Festival        | Suisse    | 160 km   | 28 juillet 2017    | 29 h 39 min 43 s |
| 43e | Médaille d'argent  | Ultra-Trail du Mont-Blanc      | France    | 167 km   | 1er septembre 2017 | 25 h 49 min 18 s |
| 8e  | Médaille d'or      | Diagonale des Fous             | France    | 165 km   | 19 octobre 2017    | 26 h 34 min 52 s |
| 27e | Médaille d'argent  | Transgrancanaria               | Espagne   | 125 km   | 23 février 2018    | 15 h 58 min 11 s |

### Triathlon
| Année | Compétition                                | Pays   | Position           | Temps            |
| ----- | ------------------------------------------ | ------ | ------------------ | ---------------- |
| 2013  | Xterra Suisse                              | Suisse | Médaille d'argent  | 2 h 33 min 2 s   |
| 2013  | Swissman Xtreme Triathlon                  | Suisse | Médaille d'argent  | Timing           |
| 2012  | Inferno Triathlon                          | Suisse | Médaille d'or      | 10 h 22 min 57 s |
| 2012  | Championnats d'Europe de triathlon d'hiver | Italie | Médaille de bronze | 1 h 43 min 57 s  |
| 2011  | Inferno Triathlon                          | Suisse | Médaille d'or      | 8 h 42 min 21 s  |
| 2009  | Inferno Triathlon                          | Suisse | Médaille d'argent  | 10 h 23 min 59 s |
| 2008  | Inferno Triathlon                          | Suisse | Médaille d'argent  | 10 h 49 min 48 s |
| 2006  | Inferno Triathlon                          | Suisse | Médaille d'argent  | 10 h 35 min 32 s |

### VTT
- 2002
  -  Championne d'Europe de cross-country marathon
- 2004
  -  Championne de Suisse de cross-country marathon
  - Grand Raid BCVs
  - 4e aux championnats du monde de cross-country marathon